# Cercopithecus wolfi
El cercopiteco de Wolf (Cercopithecus wolfi) es una especie de primate catarrino de la familia Cercopithecidae propia de África.